# Minas Barat
Minas Barat is een bestuurslaag in het regentschap Siak van de provincie Riau, Indonesië. Minas Barat telt 5675 inwoners (volkstelling 2010).